# Sportovní gymnastika na Letních olympijských hrách 1932
Sportovní gymnastika na Letních olympijských hrách 1932 zahrnovala soutěže mužů na jednotlivých nářadích a víceboje jednotlivců resp. jednotlivkyň a družstev. Všechny disciplíny proběhly na olympijském stadionu Coliseum v Los Angeles v Kalifornii.

## Medailisté

### Muži
| Soutěž                | Zlato                                                                                             | Stříbro                                                                                                  | Bronz |
| --------------------- | ------------------------------------------------------------------------------------------------- | --- | --- |
| Víceboj – jednotlivci | Romeo Neri · Itálie (ITA)                                                                         | István Pelle · Maďarsko (HUN)                                                                            | Heikki Savolainen · Finsko (FIN)                                                                                  |
| Víceboj – družstva    | Itálie (ITA) · Oreste Capuzzo · Savino Guglielmetti · Mario Lertora · Romeo Neri · Franco Tognini | Spojené státy americké (USA) · Frank Haubold · Frank Cumiskey · Al Jochim · Fred Meyer · Michael Schuler | Finsko (FIN) · Mauri Nyberg-Noroma · Ilmari Pakarinen · Heikki Savolainen · Einari Teräsvirta · Martti Uosikkinen |
| Prostná               | István Pelle · Maďarsko (HUN)                                                                     | Georges Miez · Švýcarsko (SUI)                                                                           | Mario Lertora · Itálie (ITA)                                                                                      |
| Hrazda                | Dallas Bixler · Spojené státy americké (USA)                                                      | Heikki Savolainen · Finsko (FIN)                                                                         | Einari Teräsvirta · Finsko (FIN)                                                                                  |
| Indian clubs          | George Roth · Spojené státy americké (USA)                                                        | Philip Erenberg · Spojené státy americké (USA)                                                           | William Kuhlemeier · Spojené státy americké (USA)                                                                 |
| Bradla                | Romeo Neri · Itálie (ITA)                                                                         | István Pelle · Maďarsko (HUN)                                                                            | Heikki Savolainen · Finsko (FIN)                                                                                  |
| Kůň našíř             | István Pelle · Maďarsko (HUN)                                                                     | Omero Bonoli · Itálie (ITA)                                                                              | Frank Haubold · Spojené státy americké (USA)                                                                      |
| Kruhy                 | George Gulack · Spojené státy americké (USA)                                                      | Bill Denton · Spojené státy americké (USA)                                                               | Giovanni Lattuada · Itálie (ITA)                                                                                  |
| Šplh na laně          | Raymond Bass · Spojené státy americké (USA)                                                       | William Galbraith · Spojené státy americké (USA)                                                         | Thomas Connolly · Spojené státy americké (USA)                                                                    |
| Tumbling              | Rowland Wolfe · Spojené státy americké (USA)                                                      | Edwin Gross · Spojené státy americké (USA)                                                               | William Herrmann · Spojené státy americké (USA)                                                                   |
| Přeskok               | Savino Guglielmetti · Itálie (ITA)                                                                | Al Jochim · Spojené státy americké (USA)                                                                 | Ed Carmichael · Spojené státy americké (USA)                                                                      |

## Přehled medailí
| Pořadí | Země                         | Zlato | Stříbro | Bronz | Celkově |
| ------ | ---------------------------- | ----- | ------- | ----- | ------- |
| 1.     | Spojené státy americké (USA) | 5     | 6       | 5     | 16      |
| 2.     | Itálie (ITA)                 | 4     | 1       | 2     | 7       |
| 3.     | Maďarsko (HUN)               | 2     | 2       | 0     | 4       |
| 4.     | Finsko (FIN)                 | 0     | 1       | 4     | 5       |
| 5.     | Švýcarsko (SUI)              | 0     | 1       | 0     | 1       |
| Celkem | Celkem                       | 11    | 11      | 11    | 33      |